# Vikings de Portland State
Les Vikings de Portland State sont les équipes sportives universitaires affiliées à la NCAA et représentant l'université d'État de Portland (PSU) à Portland, en Oregon. Les Vikings sont en compétition au niveau de la division 1 de la National Collegiate Athletic Association (NCAA) en basketball, football américain, volleyball, golf, tennis, softball, athlétisme indoor et outdoor et cross-country. L'université est membre de la conférence Big Sky depuis 1996. En football américain, les Vikings sont inscrits dans la NCAA Division I Football Championship, anciennement connu sous le nom de la NCAA division I-AA. 
Avant de se joindre à la Division I, l’école remporte le championnat national de la Division II de la NCAA en volleyball féminin et en lutte. L'école s'est également classée deuxième à deux reprises au niveau national en football américain et une fois au basketball féminin au niveau de la division II. Les couleurs de Portland State sont le vert forêt et le blanc, et sa mascotte est un Viking appelé « Victor E. Viking ». 
Le système de jeu appelé  Run & Shoot (en) est créé au niveau universitaire par l'entraîneur de PSU, Darryl "Mouse" Davis. Les quarterbacks protégés de Davis sont Neil Lomax (en) et June Jones (en). Jones, ancien entraîneur-chef des Rainbow Warriors de l'université d'Hawaii puis des Mustangs de l'université méthodiste du Sud, est également partisan du Run & Shoot.   
Les matchs à domicile pour le football américain ont lieu au Providence Park et au Hillsboro Stadium, tandis que les matchs à domicile pour le basketball ont lieu sur le campus, au Viking Pavilion (en).

## Sports pratiqués

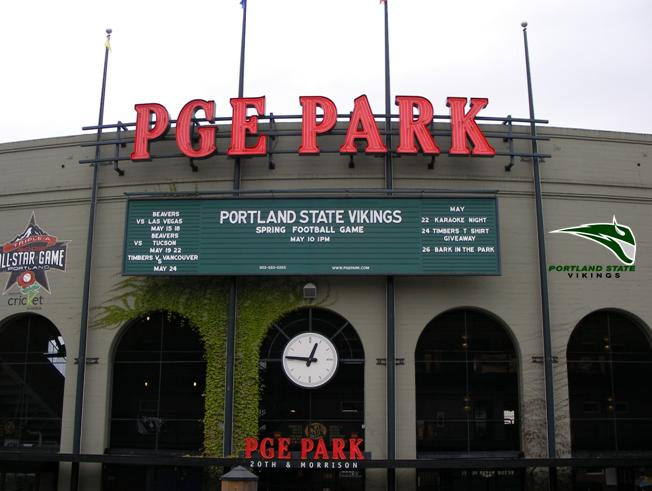
Le pays du football viking

### Football américain
Le football américain a commencé la compétition au niveau universitaire en 1947. Les années 1970 ont permis un niveau de réussite sous l'impulsion du coach Mouse Davis. Celui-ci a installé le Run & Shoot, qui permetnune offensive prolifiques dirigées par les quarterbacks June Jones et Neil Lomax. Plus tard dans les années 1980, les temps forts comprennent les deuxièmes places dans la division II de la NCAA en 1989 et 1990 sous les ordres de l'entraîneur Pokey Allen (en). 